# ماركوس سيجا
ماركوس سيجا (بالإنجليزية: Marcos Siega) (مواليد في 8 يونيو 1969) مخرج أمريكي تنوّع عمله بين السينما والتلفزيون والإعلانات والفيديوهات الموسيقية، وشارك أيضًا كمنتج وموسيقي وفنان.

## الحياة المهنية
في أواخر الثمانينيات، شارك في تأسيس فرقة بانك مقرها مدينة نيويورك تُدعى Bad Trip، وأصدر معها ألبومين وعددًا من التسجيلات القصيرة. لاحقًا، بدأ بإخراج فيديوهات موسيقية لعدد من الفرق البارزة، من بينها ويزر، سيستم أوف أ داون، بي. أو. دي.، بابا روتش، بلينك-182 وذا أول-أمريكان ريجيكتس. نال فيديو أغنية "All the Small Things" لفرقة بلينك-182، الذي أخرجه عام 2000، ثلاث ترشيحات لجوائز إم تي في للفيديو الموسيقي. كما رُشّح فيديو "Broken Home" لبابا روتش لجائزة غرامي. في عام 2001، انضم إلى شركة الإنتاج الإعلاني Hungry Man.
أخرج سيجا حلقات من عدة مسلسلات، منها ديكستر، ترو بلاد، كولد كيس وفيرونيكا مارس. في عام 2008، أخرج الحلقة التجريبية وكان منتجًا مشاركًا لمسلسل يوميات مصاص دماء، الذي استمر لثمانية مواسم على شبكة The CW. كما أخرج الحلقات التجريبية وكان المنتج التنفيذي لمسلسلات ذا فولووينغ، ملائكة تشارلي، تايم أفتر تايم، ذا باسيدج وغاد فريندِد مي.
فيلمه لعام 2005 Pretty Persuasion ترشح لجائزة هيئة التحكيم الكبرى في مهرجان صاندانس السينمائي وفاز بجائزة الاستقلال الألمانية في مهرجان أولدنبورغ السينمائي الدولي.

## الأعمال

### السينما
- Stung (1999)
- Pretty Persuasion (2005)
- اللامتخرج  [لغات أخرى]‏ (2005)
- نظرية الفوضى (2008)

### التلفاز
- Rock the House (2002) – عدة حلقات
- Fastlane (2002) – حلقتان
- Oliver Beene (2003)
- Veronica Mars (2004) – ثلاث حلقات
- Cold Case (2005) – عدة حلقات
- Eyes (2005)
- Life (2007)
- Shark (2007) – عدة حلقات
- The Nine (2007)
- Traveler (2007)
- True Blood – الحلقة 7 (2008)
- Dexter (2008) – عدة حلقات
- October Road (2008)
- يوميات مصاص دماء (2009) – حلقة تجريبية وعدة حلقات
- Outlaw (2010) – عدة حلقات
- Charlie's Angels (2011) – حلقة تجريبية وعدة حلقات
- The Following (2012–2015) – حلقة تجريبية وعدة حلقات
- Blindspot (2015–2016) – عدة حلقات
- Time After Time (2017) – عدة حلقات (2018) أنت – عدة حلقات
- God Friended Me (2018–2020) – عدة حلقات
- The Passage (2019) – حلقة تجريبية
- Batwoman (2019) – حلقة تجريبية
- The Lost Boys (2020)
- The Flight Attendant (2020) – عدة حلقات
- ديكستر: دم جديد (2021–2022) – عدة حلقات[3]
- The Girls on the Bus (2024) – عدة حلقات
- Bad Monkey (2023–2024) – عدة حلقات
- (2024) أنت – عدة حلقات
- ديكستر: القيامة (2025) – عدة حلقات[4]

## وصلات خارجية
- ماركوس سيغا في قاعدة بيانات الأفلام على الإنترنت IMDb